# Valentín Campa
Valentín Campa Salazar (Monterrey, 14 februari 1904 - Mexico-Stad, 25 november 1999) was een Mexicaans communist.
Campa werd geboren in Monterrey, maar verhuisde op jonge leeftijd naar Torreón, waar hij de Mexicaanse Revolutie van dichtbij meemaakte. In 1916 wilde hij aan de zijde van Pancho Villa de Amerikaanse strafexpeditie van John J. Pershing bestrijden, maar de revolutionairen gaven hem geen toestemming zich bij hen aan te sluiten. Campa werkte later bij Royal Dutch Shell in Tampico en bij de spoorwegen in Ciudad Victoria. In Ciudad Victoria raakte hij betrokken bij een communistische vakbond, waarvoor hij in 1927 een spoorwegstaking organiseerde. Hierdoor werd hij prompt ontslagen, maar na druk van de vakbond weer aangenomen. In hetzelfde jaar sloot hij zich aan bij de Mexicaanse Communistische Partij (PCM). Campa kwam vaak in politieke problemen; in 1929 wilde voormalig president Plutarco Elías Calles hem ter dood laten brengen, wat door interventie van Emilio Portes Gil kon worden voorkomen. Hij richtte in 1929 de Unitaire Vakbondsconfederatie van Mexico (CSUM) op waarvan hij secretaris-generaal werd. De CSUM slaagde erin grote massa's arbeiders te interesseren voor het communisme en de PCM. Campa reisde in 1931 naar Moskou en werd na terugkomst in Mexico gearresteerd. Na een hongerstaking werd hij vrijgelaten. In de jaren 30 organiseerde hij meer stakingen, en was hij aan de zijde van Vicente Lombardo Toledano betrokken bij de oprichting van de Confederatie van Mexicaanse Arbeiders (CTM).
Nadat Campa in 1940 de moord op Leon Trotski veroordeelde, werd hij uit de communistische partij gezet, maar bleef actief in de vakbeweging, en bekritiseerde hij voorturend de oppermachtige Institutioneel Revolutionaire Partij (PRI). In 1949 werd hij, nadat hij zich had verzet tegen het toenemende charrismo waarbij de vakbondsleiders werden aangewezen door de overheid gevangengezet. Na zijn vrijlating drie jaar later richtte hij de Arbeiders en Boerenpartij van Mexico (POCM) op. In 1959 organiseerde hij samen met Demetrio Vallejo een grote spoorwegstaking, waarna hij opnieuw werd gearresteerd en werd veroordeeld tot een gevangenisstraf in de beruchte Lecumberrigevangenis. In 1970 werd hij vrijgelaten en sloot hij zich, samen met de meeste andere leden van de POCM, weer aan bij de PCM. In 1976 was hij presidentskandidaat voor de PCM, als enige kandidaat voor de oppositie. Zijn kandidatuur werd echter niet erkend door de regering en stemmen voor Campa werden niet geteld, zodat PRI-kandidaat José López Portillo 100% van de stemmen haalde. In 1979, toen de Communistische Partij voor het eerst deel mocht nemen aan de verkiezingen, werd Campa in de Kamer van Afgevaardigden gekozen.
Campa werkte mee aan de fusie van de PCM met een aantal andere bewegingen die leidden tot de vorming van de Verenigde Socialistische Partij van Mexico (PSUM), en sloot zich in 1987 aan bij de Mexicaanse Socialistische Partij (PMS), de opvolger van de PSUM, en in 1989 bij de Partij van de Democratische Revolutie (PRD), die op haar beurt weer de opvolger van de PMS was. Campa overleed op 95-jarige leeftijd in Mexico-Stad.
- International Standard Name Identifier: 0000 0003 8592 8520
- Library of Congress Control Number: n78085535
- Nationale Bibliotheek van Israël: 987007324061705171
- Nederlandse Thesaurus van Auteursnamen: 070372233
- Système universitaire de documentation: 130506389
- Virtual International Authority File: 245074475
- WorldCat: E39PBJdxbbVDm8W8JyC4QPFR8C